# Alpetour
Arriva Alpetour d.o.o. je bilo avtobusno podjetje, ki se je ukvarjalo z javnim prevozom na območju Gorenjske. Podjetje je imelo v svojem voznem parku 170 avtobusov. Redne linije, na katerih so vozili Alpetourjevi avtobusi, povezujejo manjše in večje kraje z večjimi gorenjskimi središči. V treh največjih je Alpetour izvajal tudi mestni promet (Kranj, Škofja Loka in Jesenice). Sedež podjetja je bil v Kranju, na ulici Mirka Vadnova 8, kjer je tudi servis in garaža za avtobuse.
Podjetje je od leta 2015 v lasti multinacionalke Arriva DB.￼
Podjetje ARRIVA ALPETOUR d.o.o. se je z dnem 1.9.2020 pripojilo k združenemu podjetju ARRIVA d.o.o., ki ima sedež v Kranju na ulici Mirka Vadnova 8.

## Zgodovina podjetja
Nastanek današnje družbe Alpetour Potovalna agencija sega v leto 1947, ko so 17. julija ustanovili Mestno avtopodjetje Škofja Loka, 9. decembra pa Mestno avtoprevozništvo Kranj. Obe podjetji sta sprva opravljali dejavnosti izključno za lokalne potrebe in nato širili svoje delovanje in dejavnosti v turizem. Tako se je škofjeloški del bodočega Alpetoura kasneje imenoval Združeno turistično, gostinsko in prometno podjetje Transturist, ki sta mu pripadali tudi mehanični delavnici v Škofji Loki in na Bledu ter gondolska žičnica na Voglu.
Mestno avtoprevozništvo Kranj je leta 1968 postalo Turistično prometno podjetje Creina Kranj. Tega leta so pričeli graditi Hotel v Kranju in prevzeli žičnice na Krvavcu.
Do združitve podjetij je prišlo 1. januarja 1975. Nastala je delovna organizacija Alpetour Škofja Loka, leto kasneje organizirano kot sestavljena organizacija (SOZD).
1. januarja 1990 se je takratni TOZD Potniški promet kot glavni nosilec razvoja sestavljene organizacije preoblikoval v podjetje Alpetour Potovalna agencija, k njej se je čez leto in pol pripojil še del podjetja Remont, in sicer vzdrževalni obrati na Primskovem. Do konca leta 1997 se je dokončno lastninsko preoblikovalo v delniško družbo. Osnovna dejavnost podjetja Alpetour–Potovalna agencija je bila prevoz potnikov v cestnem prometu, dopolnilna pa vzdrževanje vozil, rent-a-car, trgovinska in vedno bolj tudi turistična dejavnost.
Arriva Alpetour je imela 100% delež v podjetjih Kam-Bus d.o.o. in INTEGRAL avto d.o.o.
19. 11. 2015 je družba Alpetour–Potovalna agencija postala del mednarodne skupine Arriva, Deutsche Bahn.
30.3.2016  se je družba Integral ap Tržič d.o.o. pripojila k matični družbi Alpetour–Potovalna agencija d.d.
26.5.2016  se je družba Alpetour–Potovalna agencija d.d. preoblikovala v družbo Alpetour, Potovalna agencija d.o.o., part of Arriva a DB company.
3.7.2018 se je družba preimenovala v ARRIVA ALPETOUR d.o.o.
1.9.2020 se je podjetje pripojilo združenemu podjetju ARRIVA, družba za prevoz potnikov, d.o.o.